# Shuozhou
Shuozhou (cinese: 朔州; pinyin: Shuòzhōu) è una città-prefettura della Cina nella provincia dello Shanxi.

## Suddivisioni amministrative
- Distretto di Shuocheng
- Distretto di Pinglu
- Contea di Shanyin
- Contea di Ying
- Contea di Youyu
- Huairen